# بخش یورگامیشسکی
بخش یورگامیشسکی (به لاتین: Yurgamyshsky District) یک منطقهٔ مسکونی در روسیه است که در استان کورگان واقع شده‌است.